# Grallipeza ornatithorax
Grallipeza ornatithorax är en tvåvingeart som beskrevs av Günther Enderlein 1922. Grallipeza ornatithorax ingår i släktet Grallipeza och familjen skridflugor. Inga underarter finns listade i Catalogue of Life.